# F1 2001
F1 2001 è un videogioco di gare automobilistiche per PlayStation 2, Microsoft Windows e Xbox, sviluppato e pubblicato dalla EA Sports per la prima, sviluppato dalla Electronic Arts e pubblicato dalla CTO per i secondi. Il gioco è basato sulla stagione 2001 di Formula 1. Sono presenti tutti i piloti e tutti i circuiti in tutte le versioni.

## Modalità di gioco

### PlayStation 2
- Gara veloce;
- 1 giocatore;
- Multigiocatore.

### Microsoft Windows
- Gara veloce;
- Test;
- Campionato;
- Scuola guida;
- LAN.

### Xbox
- Gara veloce;
- Campionato;
- Multigocatore.

## Monoposto e piloti
| Scuderia         | #  | Pilota                |
| ---------------- | -- | --------------------- |
| Ferrari          | 1  | Michael Schumacher    |
| Ferrari          | 2  | Rubens Barrichello    |
| McLaren-Mercedes | 3  | Mika Häkkinen         |
| McLaren-Mercedes | 4  | David Coulthard       |
| Williams-BMW     | 5  | Ralf Schumacher       |
| Williams-BMW     | 6  | Juan Pablo Montoya    |
| Benetton-Renault | 7  | Giancarlo Fisichella  |
| Benetton-Renault | 8  | Jenson Button         |
| BAR-Honda        | 9  | Olivier Panis         |
| BAR-Honda        | 10 | Jacques Villeneuve    |
| Jordan-Honda     | 11 | Heinz-Harald Frentzen |
| Jordan-Honda     | 12 | Jarno Trulli          |
| Arrows-Asiatech  | 14 | Jos Verstappen        |
| Arrows-Asiatech  | 15 | Enrique Bernoldi      |
| Sauber-Petronas  | 16 | Nick Heidfeld         |
| Sauber-Petronas  | 17 | Kimi Räikkönen        |
| Jaguar-Ford      | 18 | Eddie Irvine          |
| Jaguar-Ford      | 19 | Luciano Burti         |
| Minardi-European | 20 | Tarso Marques         |
| Minardi-European | 21 | Fernando Alonso       |
| Prost-Acer       | 22 | Jean Alesi            |
| Prost-Acer       | 23 | Gastón Mazzacane      |